# ミバレ郡

ミバレ郡
Mibalè

ミバレ郡（ミバレぐん、ハイチ語: Mibalè）またはミルバレ郡（フランス語: Mirebalais）はハイチ中東部、中央県南西部の郡。アルティボニット川中流域の内陸の郡で北にアンシュ郡、東にラスカウォバス郡、南に西県クワデブーケ郡、南西にラカイエ郡、西にアルティボニット県サン・マーク郡、北西にデサリーヌ郡と接する。
西にソドー、北部にブカン・カレ、南部にミバレ（ミルバレ）の3つのコミーンが置かれている。郵便番号は52から始まる。

## 脚註
1. 1 2  “Haiti: administrative units, extended”.   GeoHive.com. 2016年10月5日時点のオリジナルよりアーカイブ。2021年8月9日閲覧。
2. ↑  “POPULATION TOTALE, POPULATION DE 18 ANS ET PLUS MÉNAGES ET DENSITÉS ESTIMÉS EN 2015” (pdf).   l’Institut Haïtien de Statistique et d’Informatique (IHSI). pp. 16 - 17 (2015年3月). 2021年8月9日閲覧。